# Klaus Weissermel
Klaus Weissermel (* 14. Juni 1922 in Brodnica, Polen; † 7. Juli 1997 in Oberursel) war ein deutscher Chemiker, Manager und Hochschullehrer.

## Leben
Weissermel studierte ab 1946 Chemie an der Technischen Hochschule Braunschweig, wo er 1953 bei Hans Herloff Inhoffen mit einer Dissertation zum Thema „Darstellung eines ringoffenen Steroids mit konjugiertem Triensystem“ promoviert wurde. Anschließend trat er bei den Farbwerken Hoechst ein und befasste sich mit der Entwicklung von Fluorpolymeren. Von 1964 bis 1967 war er Forschungsleiter der Sparte Petrochemie und Kunststoffe und übernahm 1968 die Leitung der Zentralforschung. 1969 erfolgte die Berufung in den Vorstand der Hoechst AG, in dem er bis 1986 die Unternehmensforschung verantwortete.
Weissermel war seit 1976 Honorarprofessor für makromolekulare Chemie an der TH Braunschweig. Von 1970 bis 1986 war er Mitglied des Fonds der Chemischen Industrie im Verband der Chemischen Industrie (VCI) und von 1973 bis 1980 dessen Vorsitzender. Seit 1974 war Weissermel Kuratoriumsmitglied im Stifterverband für die Deutsche Wissenschaft.
Weissermel veröffentlichte unter anderem mit Hans-Jürgen Arpe das Buch Industrielle Organische Chemie.

## Ehrungen
Weissermel wurde 1982 mit der Carl-Duisberg-Plakette der Gesellschaft Deutscher Chemiker ausgezeichnet.